# Francesco Vaccaro (pittore 1808)

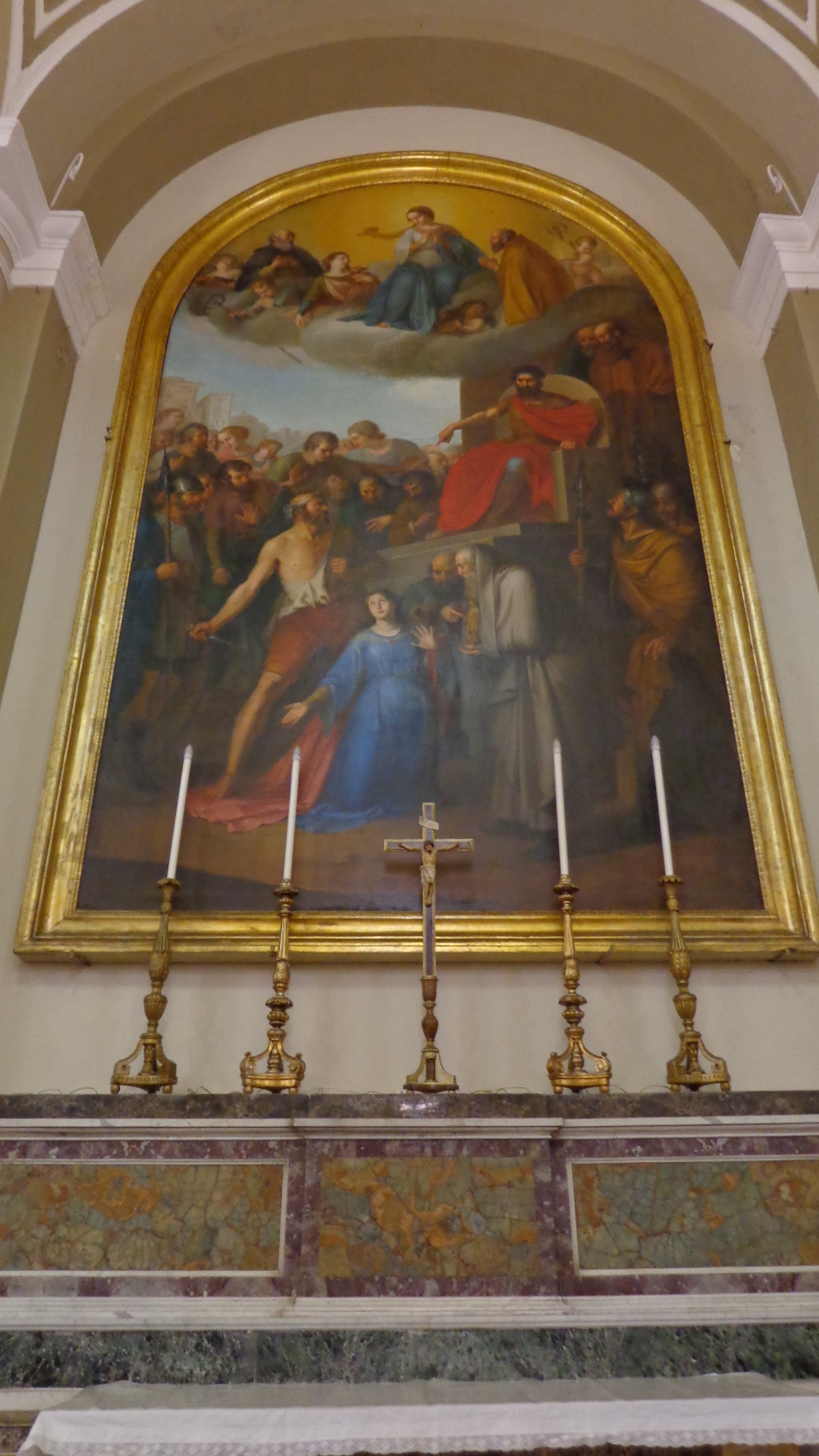
Martirio e apoteosi di Sant'Agata, duomo di Sant'Isidoro Agricola di Giarre.

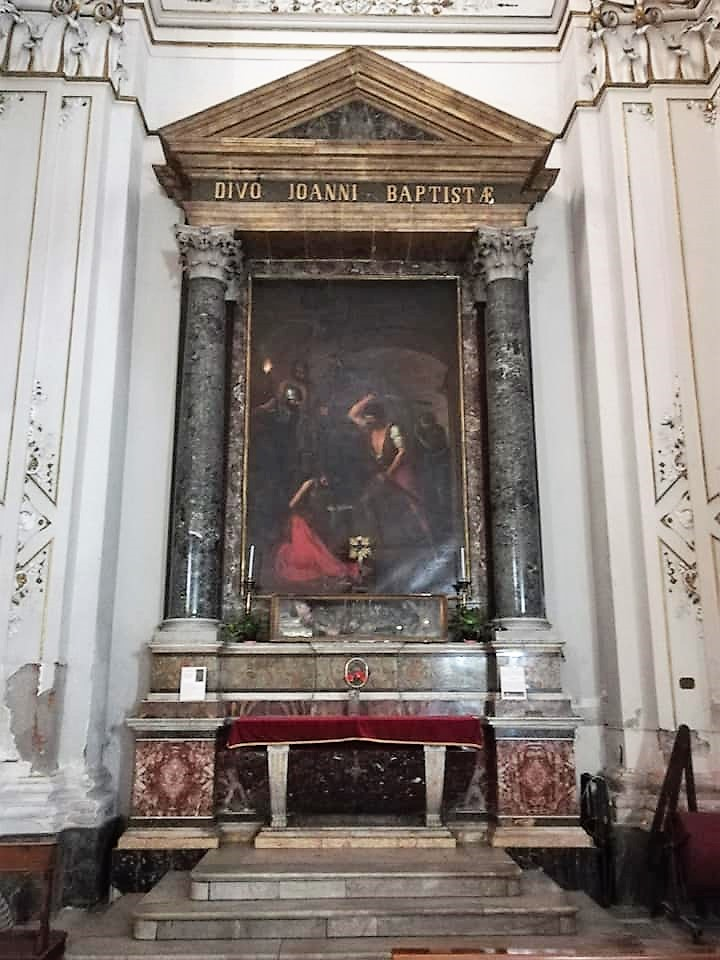
Decollazione del Battista, santuario della Madonna del Carmine di Catania.

Francesco Vaccaro (Caltagirone, 1808 – Caltagirone, 15 luglio 1882) è stato un pittore italiano.

## Biografia
Figlio di fabbro si formò dapprima con il fratello maggiore Giuseppe, poi presso le botteghe dei conterranei Isidoro Boscari, Salvatore Bongiovanni e Bernardino Bongiovanni, M. Ognibene, infine compì un ulteriore apprendistato sotto la guida di Giuseppe Patania. Nel periodo a cavallo tra il 1832 e il 1833, frequentò la Reale Accademia del Nudo di Vincenzo Riolo a Palermo. Negli anni '60, è documentato un viaggio a Firenze.
Tornato nella città natale, cominciò una duratura collaborazione col fratello Giuseppe, numerose furono le opere a carattere devozionale, eseguite a quattro mani e firmate sinteticamente "Fratelli Vaccaro".
Molti sono i quadri sparsi per le chiese della Sicilia (Piazza Armerina, Valguarnera, Niscemi, Ragusa).

## Opere

### Provincia di Caltanissetta
- 1850, Le nozze di Cana, raffigurazione di episodio biblico, opera dei "Fratelli Vaccaro" presente nel duomo di Santa Maria Assunta di Gela.

### Provincia di Catania
Caltagirone 

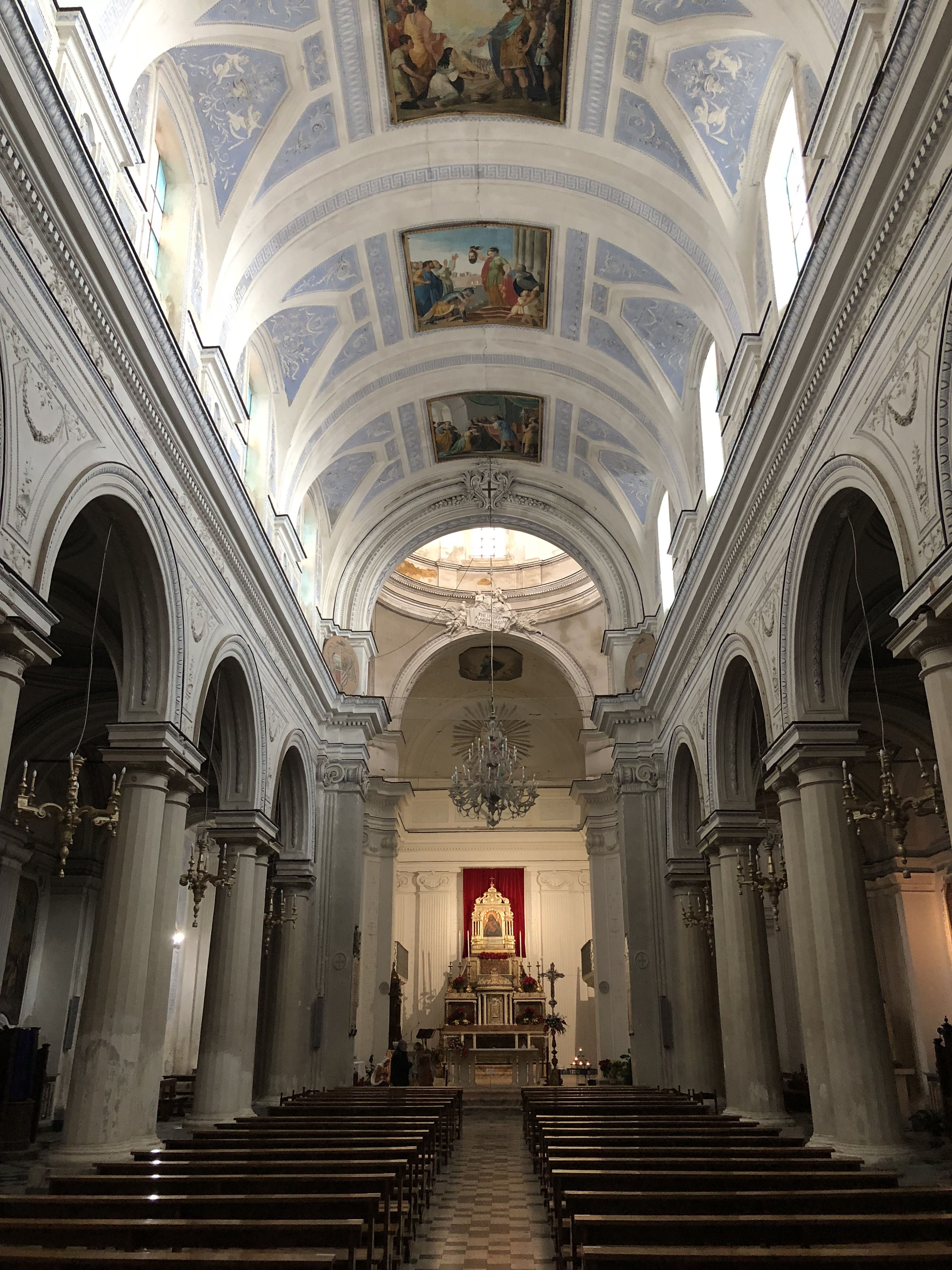
Ciclo, affreschi volte basilica di Santa Maria del Monte di Caltagirone.

Pinacoteca dei Musei civici Luigi Sturzo:
- 1832, Studio di nudo.
- 1834, Incendio di Judica, olio su tela, prima opera matura.
- 1832, Madonna delle Grazie ritratta con Santa Rosalia e San Giovanni Battista, riproduzione fedele di soggetto di Pietro Novelli (1638) custodito a Palazzo Abatellis.
- 1835, Giacomo Bongiovanni, ritratto, olio su tela.
- 1862, Miracolo di San Biagio, olio su tela.
- 1870c., Cristo nell'Orto degli Ulivi, olio su tela, riproduzione fedele di soggetto d'autore famoso.

Basilica cattedrale di San Giuliano:
- 1855, Patrocinio di San Giacomo, olio su tela, opera dei "Fratelli Vaccaro".
- 1859, Gesù fra i dottori, raffigurazione di episodio biblico, opera dei "Fratelli Vaccaro".
- XIX secolo, San Gaetano che distribuisce l'elemosina;
- XIX secolo, Santa Filomena;
- XIX secolo, Maria Maddalena, olio su tela.

Chiesa delle Anime del Purgatorio o chiesa di Santa Maria degli Angeli: 
- XIX secolo, Via Crucis;
- XIX secolo, San Corrado;
- XIX secolo, Sant'Anna con Maria Bambina;
- XIX secolo, Natività con San Gaetano;
- XIX secolo, Orazione di Gesù nell'orto degli ulivi;
- XIX secolo, Maria Regina degli Angeli.

Chiesa di San Francesco d'Assisi o chiesa dell'Immacolata: 
- XIX secolo, San Girolamo;
- XIX secolo, Sant'Antonio di Padova;
- XIX secolo, San Francesco d'Assisi.
- XIX secolo, Addolorata;
- XIX secolo, Crocifisso.

Chiesa di San Francesco di Paola: 
- 1870, San Vincenzo de' Paoli, opera proveniente dalla chiesa di Sant'Orsola;
- XIX secolo, Immacolata.

Chiesa di San Giuseppe: 
- XIX secolo, San Raffaele e Tobia, olio su tela, opera dei "Fratelli Vaccaro";
- XIX secolo, San Benedetto, olio su tela, opera dei "Fratelli Vaccaro";
- XIX secolo, Madonna di Loreto, olio su tela, opera dei "Fratelli Vaccaro".

Opere sparse in altri luoghi di culto cittadini:
- 1878, Annunciazione, chiesa del Carmine.
- XIX secolo, Crocifissione, olio su tela, chiesa di San Bonaventura.
- XIX secolo, Tobia e l'Angelo, chiesa di San Giorgio.
- XIX secolo, Cristo flagellato, ex-matrice.
- XIX secolo, Tele, olio su tela, opere dei "Fratelli Vaccaro" custodite nel santuario della Madonna del Ponte.
- XIX secolo, Cristo Appassionato, olio su tela, opera dei "Fratelli Vaccaro" custodita nella chiesa di santa Maria dell'Itria del convento dell'Ordine dei frati minori cappuccini.

- XIX secolo, Ciclo, cinque riquadri ad olio raffiguranti figure femminili dell'Antico Testamento precorritrici di Maria, opere dei "Fratelli Vaccaro" realizzate nella volta della basilica di Santa Maria del Monte.
- 1840c., Ciclo, affreschi decorativi sul tema Les aventures de Télémaque di Fénelon delle sale della dimora dell'avvocato calatino Luigi Libertini.
- 1858, Miracolo di San Giacinto, olio su tela, opera dei "Fratelli Vaccaro" custodita nella chiesa di San Domenico.

Eseguì anche ritratti, fra i quali si ricordano quello di Salvatore Buongiovanni, custodito nel Palazzo Comunale, e del Duca Crescimano, nonché il gruppo della Famiglia Polino. Altre opere sono custodite nel Museo diocesano.
 Aci Sant'Antonio 
- 1851, Messa di San Gregorio e Anime Purganti, olio su tela, opera dei "Fratelli Vaccaro" custodita nella chiesa di San Biagio.

 Acireale 
- 1846, Predica di Santa Venera, olio su tela, opera dei "Fratelli Vaccaro" custodita nella chiesa del Collegio di Santa Venera.
- 1851, Madonna del Carmelo in Gloria tra i Santi, olio su tela, opera dei "Fratelli Vaccaro" custodita nella chiesa di San Michele Arcangelo.
- 1853, Ciclo episodi della vita di San Benedetto da Norcia, olio su tela, opere dei "Fratelli Vaccaro" custodite nella chiesa di Sant'Agata.

 Belpasso 
- 1864, Immacolata, olio su tela, opera dei "Fratelli Vaccaro" custodita nel duomo di Santa Maria Immacolata.

 Catania 
- 1858, Decollazione del Battista, olio su tela, opera dei "Fratelli Vaccaro" custodita nel santuario della Madonna del Carmine.

 Giarre 
- 1849, Martirio e apoteosi di Sant'Agata, olio su tela, opera dei "Fratelli Vaccaro" custodita nella cappella eponima del duomo di Sant'Isidoro Agricola.

Chiesa di San Giovanni Battista della frazione di San Giovanni Montebello:
- 1863, Madonna dei Raggi, olio su tela, opera dei "Fratelli Vaccaro";
- 1870, San Mauro Abate;
- 1870, Cristo in Croce con anime purganti;
- 1870, Transito di San Giuseppe.

 Grammichele 
- 1864, Immacolata, olio su tela, opera dei "Fratelli Vaccaro" custodita nella Cappella dell'Ospedale.

 Militello in Val di Catania 
- 1864, Immacolata, olio su tela, opera dei "Fratelli Vaccaro" custodita nel duomo di San Nicolò e del Santissimo Salvatore.

 San Michele di Ganzaria 
- 1835c., Ciclo, affreschi, opere dei "Fratelli Vaccaro" presenti nelle volte del duomo di San Michele Arcangelo.

 Santa Venerina 

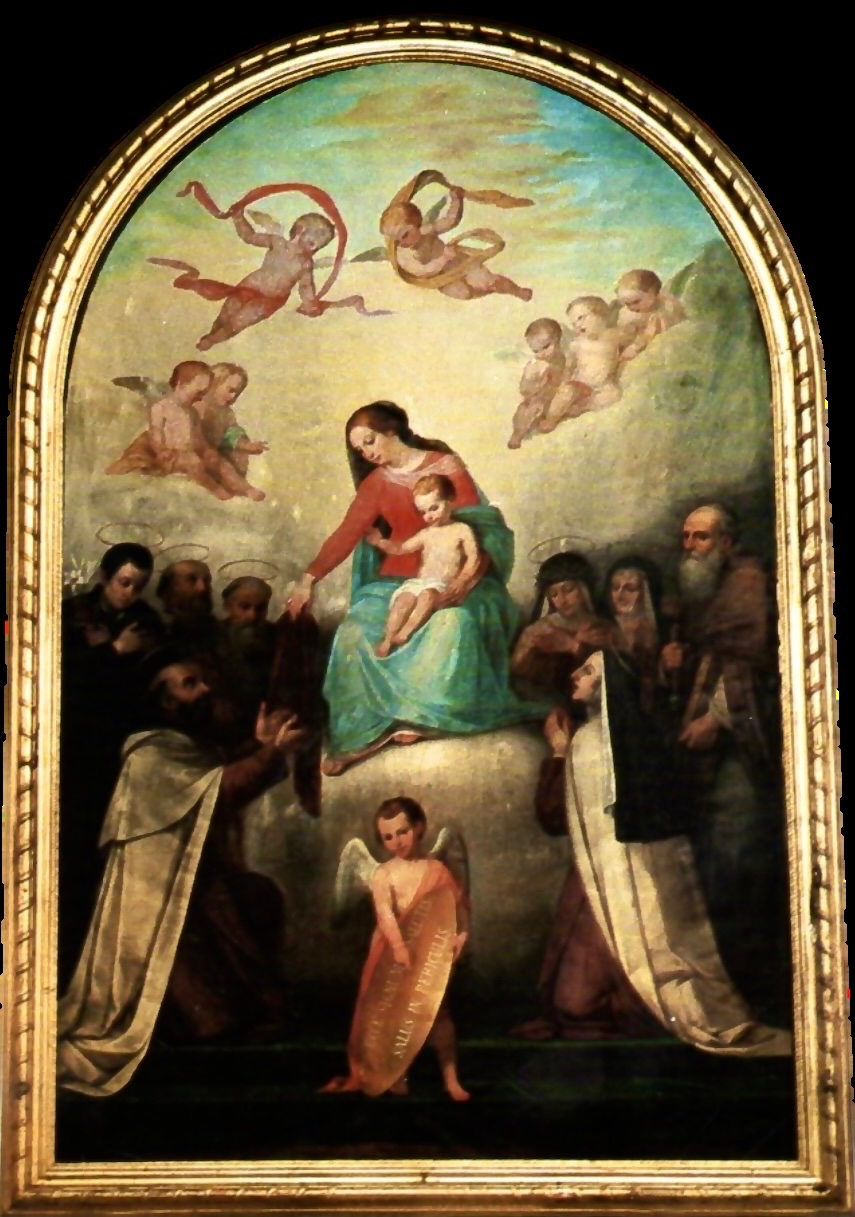
Madonna del Carmine (Francesco Vaccaro, 1876. Conservato nella Chiesa di Maria Santissima del Carmelo di Bongiardo, frazione di Santa Venerina)

- 1876, Madonna del Carmine, chiesa di Maria Santissima del Carmelo nella frazione di Bongiardo.
- XIX secolo, Madonna del Rosario, olio su tela, opera dei "Fratelli Vaccaro" custodita nella duomo di Santa Venera.

 Vizzini 
- 1866, Cuore Immacolato di Maria, olio su tela, opera dei "Fratelli Vaccaro" custodita nella chiesa di Santa Maria di Gesù.

 Zafferana Etnea 
Chiesa di Maria Santissima del Rosario di Fleri:
- 1874, Sant'Antonio di Padova che predica ai pesci, olio su tela;
- 1874, Madonna del Rosario, olio su tela.

### Provincia di Enna
Aidone 
- XIX secolo, San Francesco di Paola, olio su tela, opera dei "Fratelli Vaccaro" custodita nella chiesa di Sant'Anna.

 Barrafranca 
- XIX secolo, Madonna delle Grazie, olio su tela, chiesa della Madre della Divina Grazia.
- 1837, San Rocco, olio su tela, opera dei "Fratelli Vaccaro" custodita nella chiesa dell'Itria.

Chiesa di San Francesco D'Assisi:
- 1857, Via Crucis in 14 quadri, olio su tela, dimensioni di 58 x 76 cm, verosimilmente la prima delle 5 Vie Crucis eseguite nello studio dei "Fratelli Vaccaro", commissione del reverendo Bonaventura da Barrafranca, ministro provinciale dei frati francescani del convento di Barrafranca;
- 1857, Immacolata;
- 1857, Immacolata coronata di stelle.

Chiesa di Maria Santissima della Stella:
- 1859, Madonna dei Raggi, olio su tela, opera dei "Fratelli Vaccaro";
- 1859, Sant'Alessandro, pala d'altare.

 Pietraperzia 
Duomo di Santa Maria Maggiore:
- XIX secolo, San Michele Arcangelo, olio su tela.
- XIX secolo, San Giuseppe col Bambino, olio su tela, opera custodita nella cappella e altare eponimi.
- XIX secolo, Fede, olio su tela, attribuzione, opera custodita nella Cappella di San Pietro e Paolo Apostoli.
- XIX secolo, Cristo Misericordioso circondato dalle anime purganti, olio su tela, opera custodita nella Cappella delle Anime Sante.
- XIX secolo, Santa Deposizione, olio su tela, opera custodita nella Cappella della Pietà.

### Provincia di Ragusa
Ragusa 
- XIX secolo, Crocifissione raffigurata sul telerio o tela della Passione, opera realizzata con la collaborazione del fratello Giuseppe e custodita nel tesoro del duomo di San Giorgio.

### Provincia di Trapani
Erice 
- 1861, Porziuncola o Santa Maria degli Angeli o Perdono di Assisi, olio su tela, opera dei "Fratelli Vaccaro" documentata nella chiesa di San Francesco.[1]
- 1861, San Martino, olio su tela, opera dei "Fratelli Vaccaro" documentata nella chiesa di San Martino.[1]
- 1861, Crocifisso Spirante, olio su tela, opera dei "Fratelli Vaccaro" documentata nella chiesa di Sant'Anna.[1]

### Opere sparse
- 1860, Martirio di Santa Febronia patrona di Patti, olio su tela.

## Mario Vaccaro Senior
Caltagirone, 10 febbraio 1845 - 4 giugno 1865.
Figlio di Francesco, riceve i primi insegnamenti artistici nello studio del padre e dello zio Giuseppe.
Nel 1861 vince un pensionato che lo porta a Firenze e in altre città italiane. A Firenze frequenta la "scuola del costume", e l'Accademia di Belle Arti. Per motivi di salute, nel marzo 1865 è costretto a tornare a Caltagirone, dove muore il 4 giugno dello stesso anno.
Artista ricordato oltre che per le opere a carattere storico conservate nel territorio di Caltagirone, per la Nina Siciliana, dipinto ispirato a una poetessa medievale, i disegni preparatori sono custoditi presso il Museo Civico di Caltagirone.

## Mario Vaccaro Junior
Caltagirone, 1869 - dopo il 1916
Figlio di Francesco, dopo una prima formazione presso le botteghe del padre e dello zio, fu inviato all'Accademia di Belle Arti di Napoli. Studiò anche a Venezia con Luigi Nono. Partecipò alle esposizioni degli Amatori e Cultori di Roma (1900, due Studi di figura), della "Pro Patria Ars" di Palermo e della Promotrice di Catania. Nel 1912 fu incaricato della sistemazione della Pinacoteca Civica di Caltagirone.